# Јиценбах
Јиценбах (њем. Jützenbach) општина је у њемачкој савезној држави Тирингија. Једно је од 89 општинских средишта округа Ајхсфелд. Према процјени из 2010. у општини је живјело 555 становника. Посједује регионалну шифру (AGS) 16061053.

## Географски и демографски подаци
Јиценбах се налази у савезној држави Тирингија у округу Ајхсфелд. Општина се налази на надморској висини од 211–244 метра. Површина општине износи 8,7 km². У самом мјесту је, према процјени из 2010. године, живјело 555 становника. Просјечна густина становништва износи 64 становника/km².